# Fred (fotbollsspelare)
Fred, artistnamn för Frederico Chaves Guedes, född 3 oktober 1983 i Teofilo Otoni, är en brasiliansk före detta fotbollsspelare (anfallare).
Fred gjorde 40 mål under 43 matcher år 2005 med Cruzeiro.
När han spelade en Copa São Paulo de Juniores-match för América Mineiro Futebol Clube mot Vila Nova Futebol Clube gjorde han mål redan 3,17 sekunder in i matchen, vilket är rekord i brasiliansk fotboll.
När Fred hade gjort mål i en match mot PSV Eindhoven i Uefa Champions League 2007 hedrade han sin nyfödde son genom att plocka upp en napp och sätta den i munnen.
Fred spelade för Brasilien i Världsmästerskapet i fotboll 2014. Han fick mycket kritik för att ha varit en svag länk i ett starkt lag och var med i startelvan mot Tyskland i 1-7 förlusten i semifinalen. I juli 2014 efter Brasiliens fiaskoinsats i VM meddelade Fred att han slutar i det brasilianska landslaget.

## Meriter
- Fransk ligamästare: 2006, 2007, 2008 (Lyon)
- Copa América: 2007
- Coupe de France: 2008